# Монтегю, Уильям Пепперелл
Уильям Пепперелл Монтегю (англ. William Pepperell Montague; 11 ноября 1873, Челси, Массачусетс — 1 августа 1953, Нью-Йорк, Нью-Йорк) — американский философ-идеалист, представитель неореализма.

## Биография
Монтегю родился в 1873 году в Челси, штат Массачусетс, в глубоко христианской семье. После учёбы в колледже Бернарда и Колумбийском университете он поступил в Гарвард, где изучал философию. В то время он проявлял большой интерес к проблеме единения тела и разума (проблема тела-разума). В Гарварде он испытал влияние философа-натуралиста Джорджа Герберта Палмера, затем Джорджа Сантаяна, который познакомил его с платонической философией и его теорией сущностей, значительное влияние на будущего философа также оказал Джосайя Ройс, который обучил его истории, философии и собственной идеалистической философии.
После получения докторской степени по философии в 1898 году, защитив диссертацию на тему «Онтологические последствия практического разума», Монтегю начал свою академическую карьеру в Калифорнийском университете в Беркли, где он учился преподавать под руководством философа и теолога Джорджа Холмса Хоуисона. Он также познакомился с физикой и посвятил себя математике, что на некоторое время отвлекло его от философских исследований.
В 1903 году он снова поступил в Колумбийский университет и возобновил свою исследовательскую работу, чтобы разработать под влиянием философа-реалиста Фредерика Вудбриджа свою «презентационную» теорию восприятия. В 1910 году Монтегю работал с Ральфом Перри и Эдвином Холтом над созданием реалистической философии восприятия и знания, которая в последующие годы составила доктринальное ядро «неореалистического» движения (нового реализма).
После разрыва связей с неореалистами в конце 1910-х годов Монтегю пытался развить свою собственную концепцию взаимоотношений между миром и разумом, противопоставляя свои идеи теории относительности Эйнштейна и теории эволюции Дарвина. В то же время он работал в научно-исследовательском фонде Института Карнеги, который дал ему возможность оставаться за границей, в частности в Италии, Чехословакии и Японии. В 1930-х годах примыкал к «религиозному реализму», к концу жизни стал склоняться к томизму.
Он продолжал свою педагогическую исследовательскую карьеру в Колумбийском университете до выхода на пенсию в 1947 году.
Скончался в Нью-Йорке в 1953 году.

## Основные публикации
- «Теория восприятия времени», The American Journal of Psychology, вып. 15, 1904.
- «Сознание как форма энергии», в «Essays Philosophical and Psychological in Honor of William James», Нью-Йорк, 1908.
- «Реалистическая теория истины и ошибки», в «The New realism», Нью-Йорк, 1912.
- «Теория Эйнштейна и возможная альтернатива», Philosophical Review , Март 1924.
- «Время и четвёртое измерение», University of California Publications in Philosophy, 1925.
- «Материалистическая теория зарождающейся эволюции» в «Essays in Honor of John Dewey», Нью-Йорк, 1929.
- «Признания анимиста-материалиста», в Contemporary Americans Philosophy, Нью-Йорк, 1930, т. II.

### Монографии
- Вера без ограничений — Прометеевская религия для современного мира, Нью-Хейвен, издательство Йельского университета, 1930.
- Шансы выжить после смерти, Кембридж (Массачусетс.), Издательство Гарвардского университета, 1934.